# Exeed LX
La Exeed LX è un'autovettura di tipo SUV prodotta dalla casa automobilistica cinese Chery Automobile a marchio Exeed dal 2019.

## Descrizione

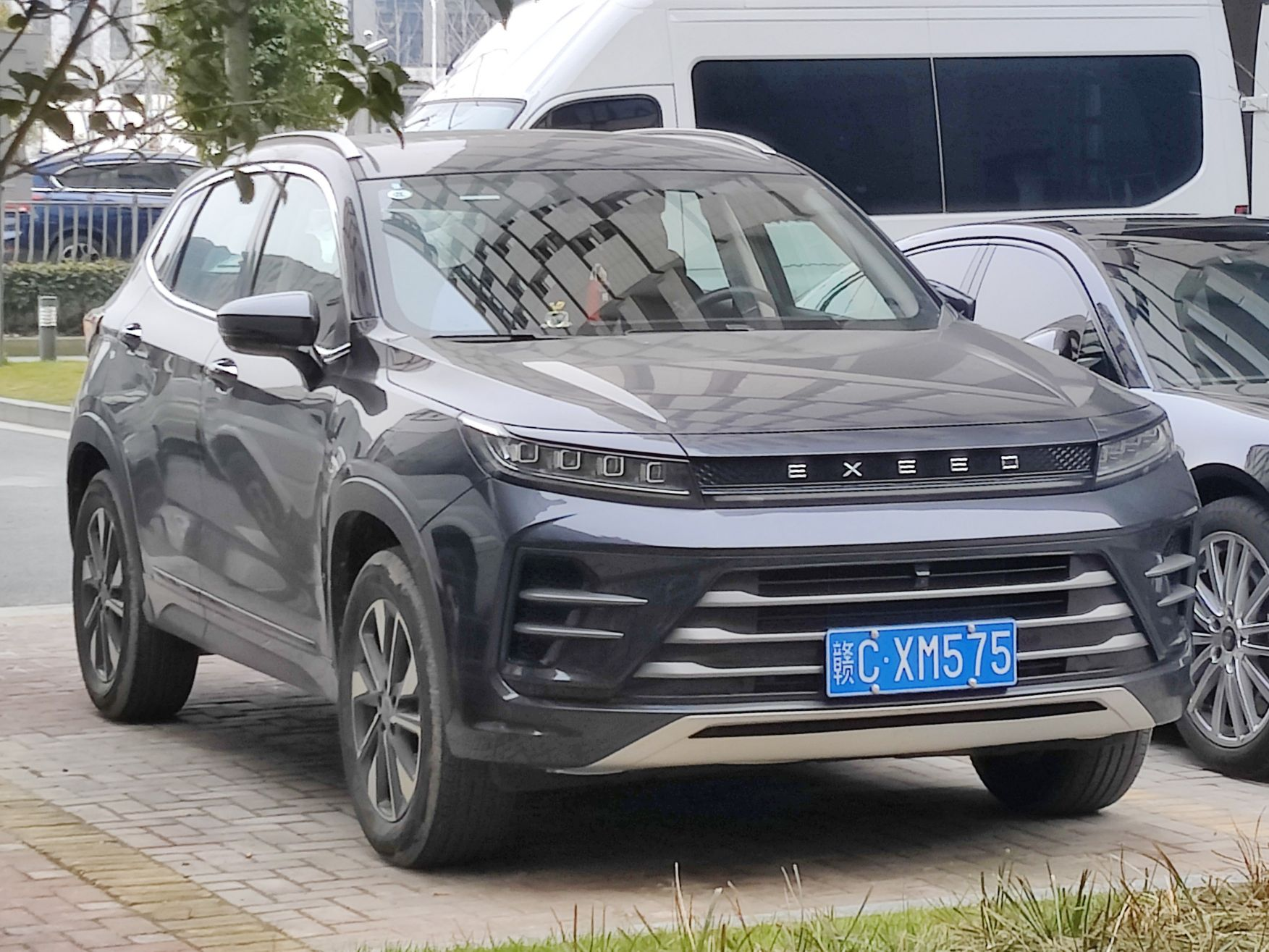
LX restyling

La LX, presentata a luglio 2019, è un crossover compatto realizzato sulla base della stessa piattaforma della Chery Tiggo 7 di prima generazione. L'LX è il secondo modello con il marchio Exeed dopo la Exeed TX ed è stato lanciato sul mercato automobilistico cinese nel quarto trimestre del 2019.
La vettura si caratterizza per essere dotata di un particolare sistema informatico realizzato dalla Intel su base Android, per la gestione sia della multimedialità e delle funzioni di bordo sia per l'elettronica di controllo della vettura.
Al debutto la Exeed LX è spinta da un motore turbo benzina a iniezione diretta da 1,6 litri che produce 147 kW (200 CV) e una coppia di 294 Nm. La trasmissione è affidata ad un automatico a doppia frizione a sette rapporti. In seguito nel 2020, a listino si è aggiunto un motore turbo a benzina da 1,5 litri che produce 116 kW (158 CV) e una coppia di 235 Nm abbinato a una trasmissione CVT a 9 velocità.
La LX inoltre è il primo modello Exeed commercializzato nel mercato brasiliano, e viene venduto nel paese sudamericano dal primo trimestre del 2021. Dal marzo 2012 LX è stato esportato sul mercato russo con il motore turbo a benzina da 1,5 litri depotenziato a 149 cavalli (110 kW).
Ad inizio del 2022, la vettura ha subìto un leggero restyling con la contestuale introduzione di una variante ibrida ricaricabile.